# Cacosternum poyntoni
The Poynton's Caco hoặc Cacosternum poyntoni (tên tiếng Anh: Poynton's Dainty Frog) là một loài ếch thuộc họ Petropedetidae.
Đây là loài đặc hữu của Nam Phi.